# Woodsia fragilis
Woodsia fragilis är en hällebräkenväxtart som först beskrevs av Trev., och fick sitt nu gällande namn av Moore. Woodsia fragilis ingår i släktet Woodsia och familjen Woodsiaceae. Inga underarter finns listade.

## Bildgalleri

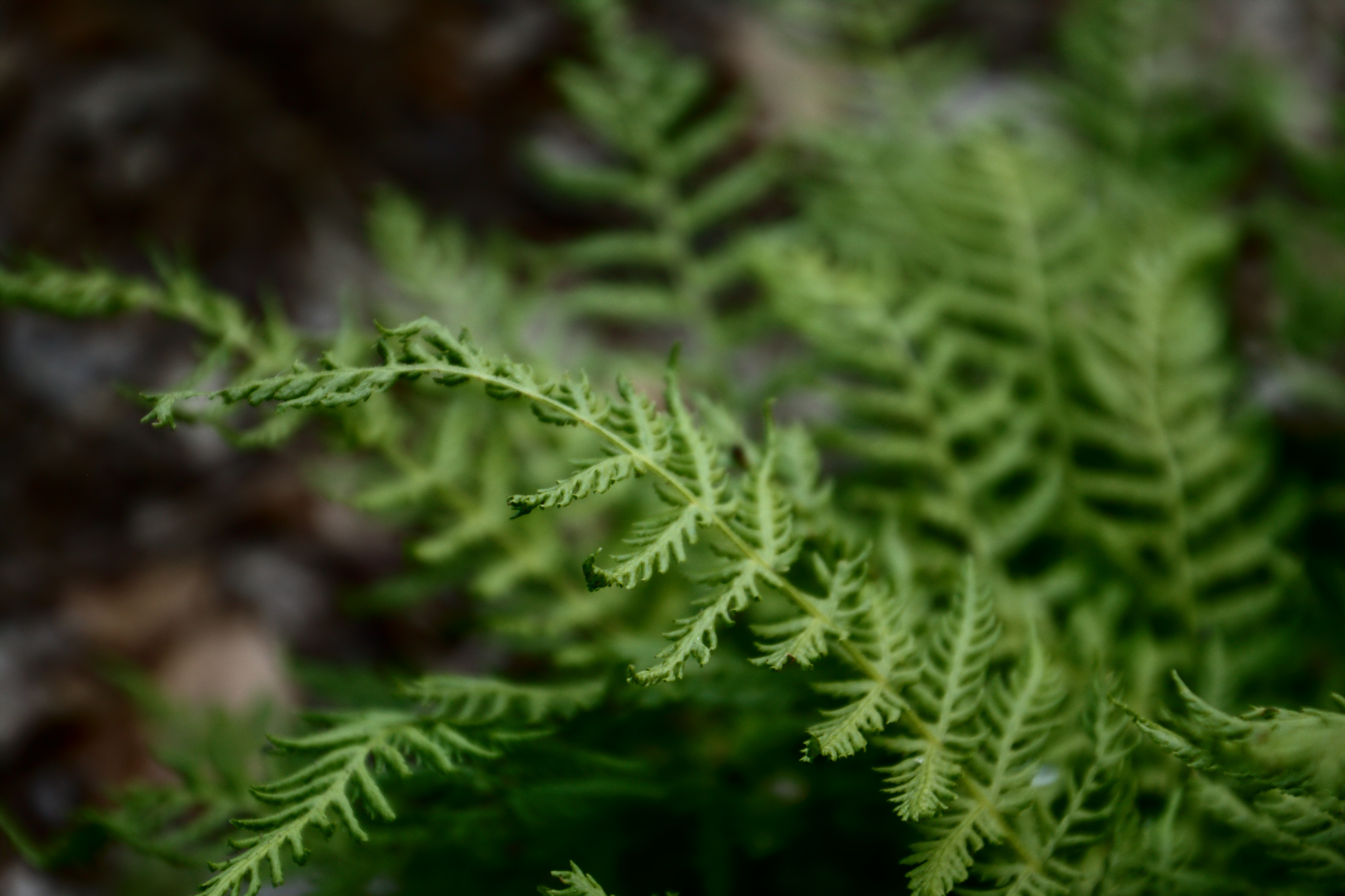
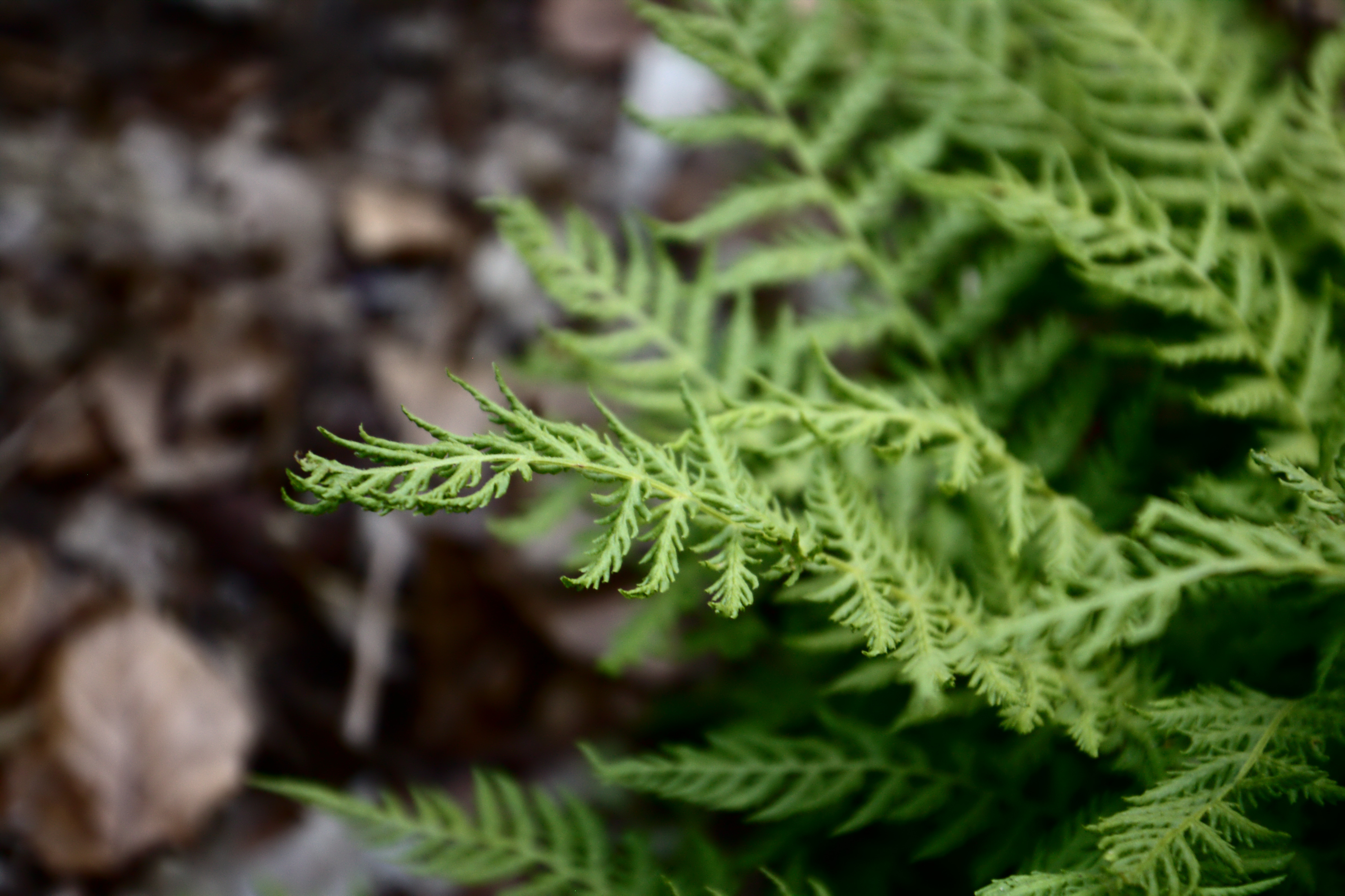
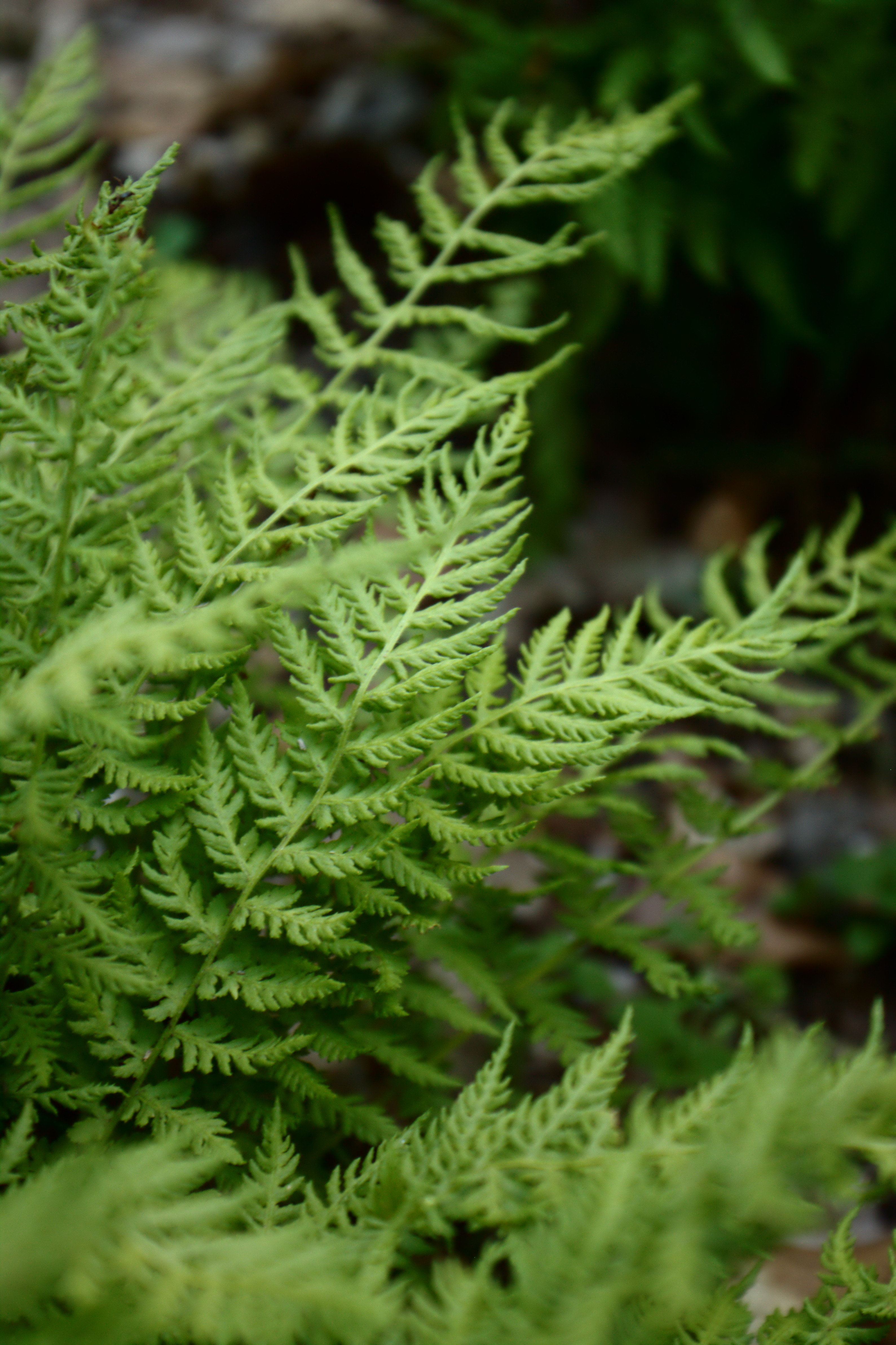
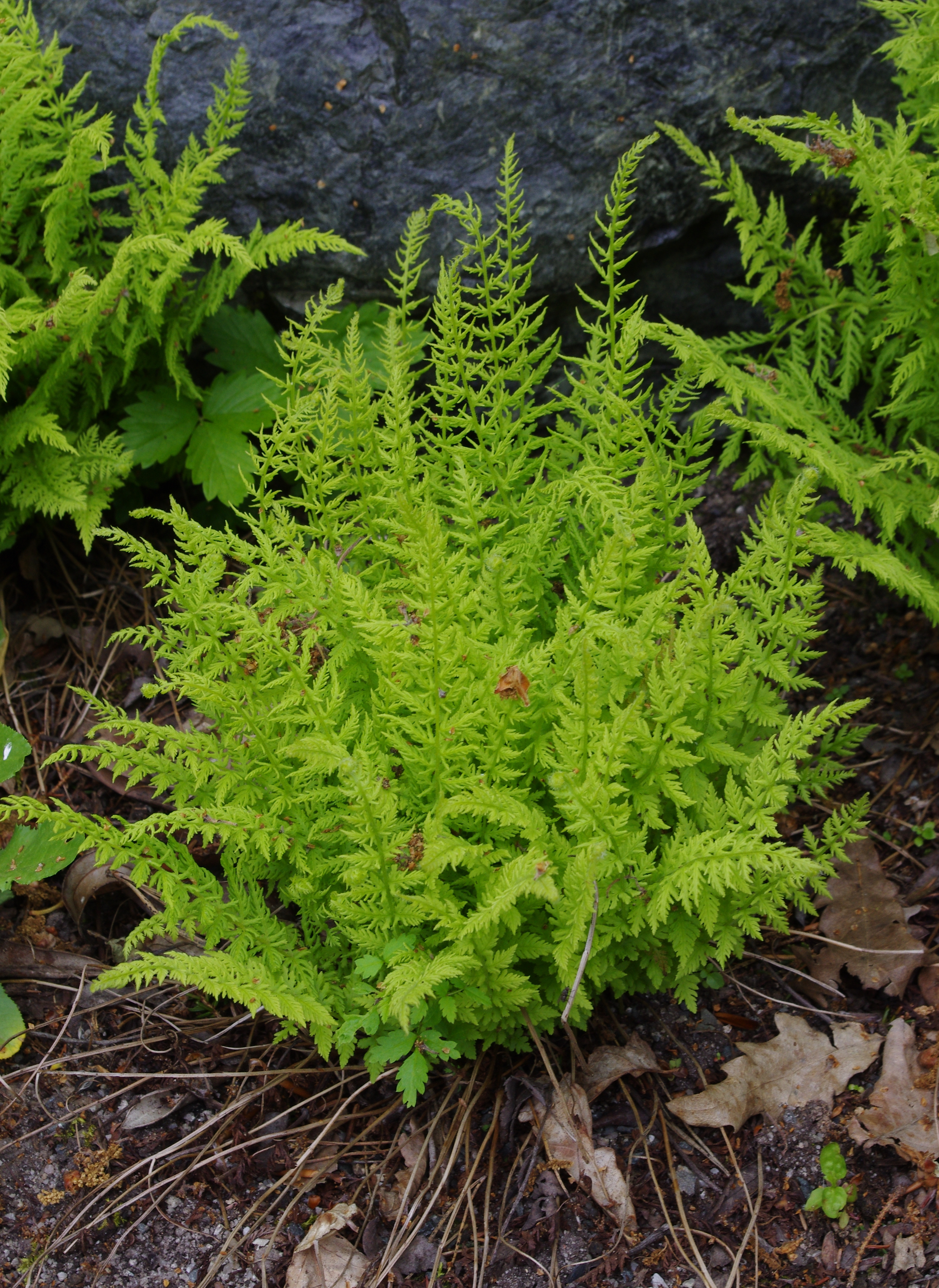
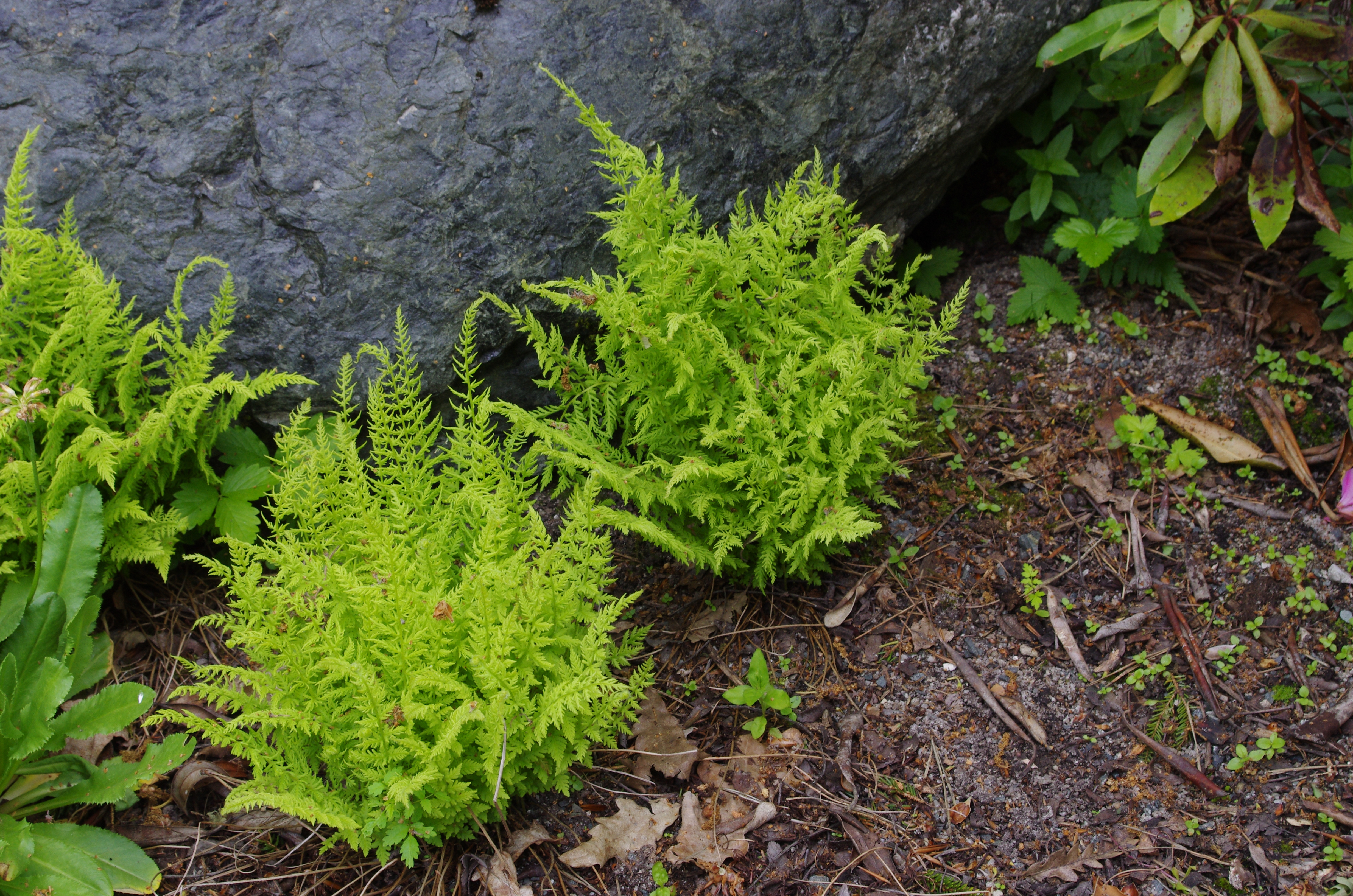